# Gerrit Willem Knap

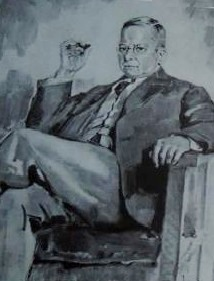
Gerrit Willem Knap, portret door zijn dochter Josina Smeenk-Knap

Gerrit Willem Knap (Amsterdam, 2 mei 1873 - aldaar, 24 november 1931) was een Nederlands kunstschilder en tekenaar, bekend om zijn stadgezichten van Amsterdam, maar ook Venetië, Verona, Rome, Napels en gezichten in de omgeving van Lugano.

## Leven en werk
Knap volgde een opleiding tot tekenleraar, eerst aan de Quellinus-school en vervolgens aan de Rijksschool voor Kunstnijverheid en de Rijksnormaalschool voor Teekenonderwijzers, alle te Amsterdam. Aanvankelijk werkte hij  naast zijn leraarschap aan een MULO en als privaatdocent, ook als illustrator voor kranten en tijdschriften. Pas na 1900 begon hij, geïnspireerd door het werk van o.a. George Hendrik Breitner Amsterdamse stadsgezichten te schilderen. Van 1911 tot 1914 maakte hij in de zomervakanties reizen naar Italië. Daar onderging zijn palet een drastische verandering en ontstonden talloze studies in steden als Venetië, Verona, Rome en Napels. In de jaren na 1914 maakte hij ook een aantal figuurstukken in lichte kleuren, waarvoor meestal zijn vrouw en dochter model stonden. Van 1912 tot 1925 was hij als leraar Beeldende Kunst-vakken, o.a. kostuumtekenen, kostuumkunde en bewegingsplastiek, verbonden aan de Amsterdamse toneelschool en van 1925 tot aan zijn overlijden in 1931 tekenleraar aan het Amsterdamse Gereformeerd Gymnasium. Voor dit gymnasiale tekenonderwijs ontwikkelde hij een bijzondere reeks tekenvoorbeelden. In zijn schilderijen is altijd nadrukkelijk iets van zijn oude vak als tekenaar zichtbaar gebleven. Anders dan de meeste impressionisten had hij een opvallend fijne manier van schilderen, met bijzondere aandacht voor de compositie.
Knap was bevriend met onder anderen Huib Luns, Kees Maks, Eduard Karsen en Piet Mondriaan. Hij overleed in 1931, 59 jaar oud.
Gerrit Willem Knap was de oom van schrijver-journalist Henri Knap

## Galerij

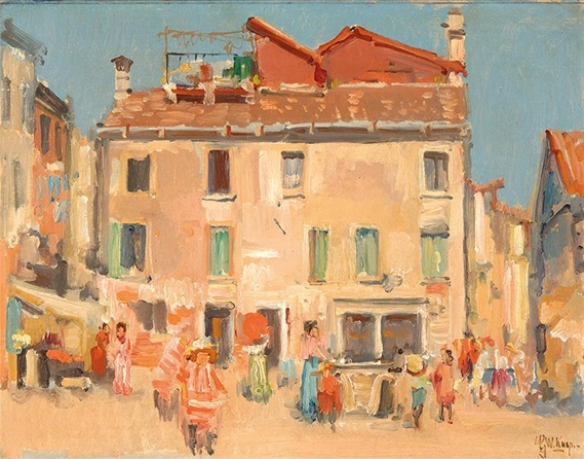
Pleintje te Venetië
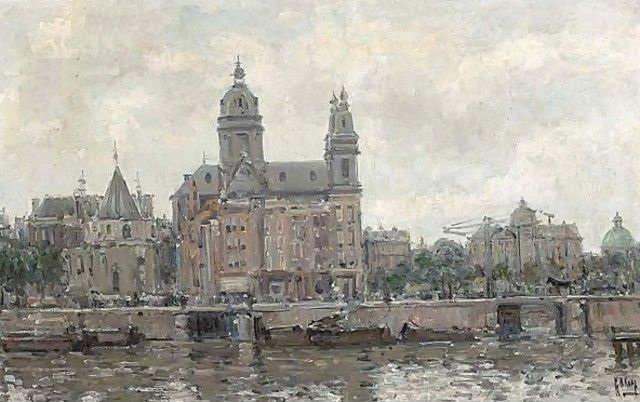
Gezicht op Sint Nicolaaskerk en Schreierstoren te Amsterdam
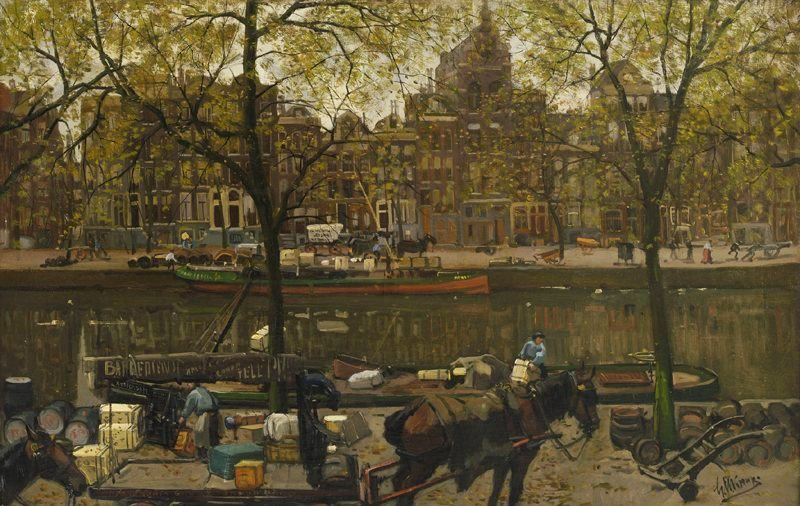
Singel - Amsterdam